# AHL 1999/2000
Die Saison 1999/2000 war die 64. reguläre Saison der American Hockey League (AHL). Während der regulären Saison bestritten die 19 Teams der Liga jeweils 80 Begegnungen. Die jeweils acht besten Mannschaften der Eastern Conference und der Western Conference spielten anschließend in einer Play-off-Runde um den Calder Cup.

## Teamänderungen
Folgende Änderungen wurden vor Beginn der Saison vorgenommen:
- Die Adirondack Red Wings stellten den Spielbetrieb ein
- Beast of New Haven stellte den Spielbetrieb ein.
- Die Fredericton Canadiens aus Fredericton, New Brunswick wurden nach Québec City, Québec, umgesiedelt und spielten fortan unter dem Namen Citadelles de Québec.
- Die Louisville Panthers wurden als Expansionsteam in die Liga aufgenommen.
- Die inaktiven Cornwall Aces wurden reaktiviert und nach Wilkes-Barre, Pennsylvania, umgesiedelt, wo sie fortan unter dem Namen Wilkes-Barre/Scranton Penguins spielten.

## Reguläre Saison

### Abschlusstabellen
Abkürzungen: GP = Spiele, W = Siege, L = Niederlagen, T = Unentschieden, OTL = Niederlage nach Overtime, GF = Erzielte Tore, GA = Gegentore, Pts = Punkte

Erläuterungen: In Klammern befindet sich die Platzierung innerhalb der Conference;       = Playoff-Qualifikation,       = Division-Sieger,       = Conference-Sieger

#### Eastern Conference
| Atlantic Division      | GP | W  | L  | T  | OTL | GF  | GA  | Pts |
| ---------------------- | -- | -- | -- | -- | --- | --- | --- | --- |
| Citadelles de Québec   | 80 | 37 | 34 | 5  | 4   | 227 | 238 | 83  |
| Saint John Flames      | 80 | 32 | 32 | 11 | 5   | 267 | 283 | 80  |
| Lowell Lock Monsters   | 80 | 33 | 36 | 7  | 4   | 228 | 240 | 77  |
| St. John’s Maple Leafs | 80 | 23 | 45 | 8  | 4   | 202 | 277 | 58  |

| New England Division | GP | W  | L  | T  | OTL | GF  | GA  | Pts |
| -------------------- | -- | -- | -- | -- | --- | --- | --- | --- |
| Hartford Wolf Pack   | 80 | 49 | 22 | 7  | 2   | 249 | 198 | 107 |
| Portland Pirates     | 80 | 46 | 23 | 10 | 1   | 256 | 202 | 103 |
| Worcester IceCats    | 80 | 34 | 31 | 11 | 4   | 249 | 250 | 83  |
| Springfield Falcons  | 80 | 33 | 35 | 11 | 1   | 272 | 252 | 78  |
| Providence Bruins    | 80 | 33 | 38 | 6  | 3   | 231 | 269 | 75  |

#### Western Conference
| Empire State Division          | GP | W  | L  | T  | OTL | GF  | GA  | Pts |
| ------------------------------ | -- | -- | -- | -- | --- | --- | --- | --- |
| Rochester Americans            | 80 | 46 | 22 | 9  | 3   | 247 | 201 | 104 |
| Syracuse Crunch                | 80 | 35 | 35 | 9  | 1   | 290 | 294 | 80  |
| Hamilton Bulldogs              | 80 | 27 | 34 | 13 | 6   | 225 | 262 | 73  |
| Albany River Rats              | 80 | 30 | 40 | 7  | 3   | 225 | 250 | 70  |
| Wilkes-Barre/Scranton Penguins | 80 | 23 | 43 | 9  | 5   | 236 | 306 | 60  |

| Mid-Atlantic Division   | GP | W  | L  | T | OTL | GF  | GA  | Pts |
| ----------------------- | -- | -- | -- | - | --- | --- | --- | --- |
| Kentucky Thoroughblades | 80 | 42 | 25 | 9 | 4   | 250 | 211 | 97  |
| Hershey Bears           | 80 | 43 | 29 | 5 | 3   | 297 | 267 | 94  |
| Philadelphia Phantoms   | 80 | 44 | 31 | 3 | 2   | 281 | 239 | 93  |
| Louisville Panthers     | 80 | 42 | 30 | 7 | 1   | 278 | 254 | 92  |
| Cincinnati Mighty Ducks | 80 | 30 | 37 | 9 | 4   | 227 | 244 | 73  |

### Beste Scorer
Abkürzungen: GP = Spiele, G = Tore, A = Assists, Pts = Punkte, +/- = Plus/Minus, PIM = Strafminuten; Fett: Saisonbestwert
| Spieler         | Team         | GP | G  | A  | Pts | PIM |
| --------------- | ------------ | -- | -- | -- | --- | --- |
| Christian Matte | Hershey      | 73 | 43 | 61 | 104 | 85  |
| Mike Maneluk    | Philadelphia | 73 | 47 | 40 | 87  | 158 |
| Derek Armstrong | Hartford     | 77 | 28 | 54 | 82  | 101 |
| Mark Greig      | Philadelphia | 68 | 34 | 48 | 82  | 116 |
| Serge Aubin     | Hershey      | 58 | 42 | 38 | 80  | 56  |
| Mike Craig      | Kentucky     | 76 | 39 | 39 | 78  | 116 |
| Brad Smyth      | Hartford     | 80 | 39 | 37 | 76  | 62  |
| Steve Brulé     | Albany       | 75 | 30 | 46 | 76  | 18  |
| Eric Boguniecki | Louisville   | 57 | 33 | 42 | 75  | 148 |
| Daniel Cleary   | Hamilton     | 58 | 22 | 52 | 74  | 108 |

## Calder-Cup-Playoffs

### Modus
Für die Playoffs qualifizierten sich in der Eastern Conference und Western Conference je die acht besten Mannschaften. Aufgrund der unterschiedlichen Gruppe der Division ergaben sich auch unterschiedliche Teilnehmerzahlen an den Playoffs. Aus der Atlantic Division qualifizierten sich drei von vier Mannschaften, aus der New England Division alle fünf Mannschaften, sowie aus der Empire State Division und der Mid-Atlantic Division jeweils die besten vier Mannschaften.
In den ersten drei Playoff-Runden wurden die Sieger der Eastern bzw. Western Division ausgespielt, die anschließend im Finale um den Calder Cup aufeinandertrafen. Während die erste Playoff-Runde im Best-of-Five-Modus ausgespielt wurde, wurden alle anderen Playoffrunden, sowie das Finale im Modus Best-of-Seven ausgespielt.

### Playoff-Baum
|  | Division Semifinals | Division Semifinals   | Division Semifinals |                      |                         | Division Finals | Division Finals    | Division Finals |  |  | Conference Finals | Conference Finals | Conference Finals |  |  | Calder Cup Finals | Calder Cup Finals | Calder Cup Finals |
|  |                     |                       |                     |                      |                         |                 |                    |                 |  |  |                   |                   |                   |  |  |                   |                   |                   |
|  | A1                  | Citadelles de Québec  | 0                   |                      |                         |                 |                    |                 |  |  |                   |                   |                   |  |  |                   |                   |                   |
|  | N5                  | Providence Bruins     | 3                   |                      |                         |                 |                    |                 |  |  |                   |                   |                   |  |  |                   |                   |                   |
|  | N5                  | Providence Bruins     | 3                   | N5                   | Providence Bruins       | 4               |                    |                 |  |  |                   |                   |                   |  |  |                   |                   |                   |
|  |                     |                       |                     | N5                   | Providence Bruins       | 4               |                    |                 |  |  |                   |                   |                   |  |  |                   |                   |                   |
|  |                     |                       | A3                  | Lowell Lock Monsters | 0                       |                 |                    |                 |  |  |                   |                   |                   |  |  |                   |                   |                   |
|  | A2                  | Saint John Flames     | A3                  | Lowell Lock Monsters | 0                       | 0               |                    |                 |  |  |                   |                   |                   |  |  |                   |                   |                   |
|  | A2                  | Saint John Flames     |                     |                      |                         | 0               |                    |                 |  |  |                   |                   |                   |  |  |                   |                   |                   |
|  | A3                  | Lowell Lock Monsters  | 3                   |                      |                         |                 |                    |                 |  |  |                   |                   |                   |  |  |                   |                   |                   |
|  | A3                  | Lowell Lock Monsters  | 3                   | N5                   | Providence Bruins       | 3               |                    |                 |  |  |                   |                   |                   |  |  |                   |                   |                   |
|  |                     |                       |                     | N5                   | Providence Bruins       | 3               | Eastern Conference |                 |  |  |                   |                   |                   |  |  |                   |                   |                   |
|  |                     | N1                    | Hartford Wolf Pack  | 4                    |                         |                 |                    |                 |  |  |                   |                   |                   |  |  |                   |                   |                   |
|  | N1                  | N1                    | Hartford Wolf Pack  | 4                    | Hartford Wolf Pack      | 3               |                    |                 |  |  |                   |                   |                   |  |  |                   |                   |                   |
|  | N1                  |                       |                     |                      | Hartford Wolf Pack      | 3               |                    |                 |  |  |                   |                   |                   |  |  |                   |                   |                   |
|  | N4                  | Springfield Falcons   | 2                   |                      |                         |                 |                    |                 |  |  |                   |                   |                   |  |  |                   |                   |                   |
|  | N4                  | Springfield Falcons   | 2                   | N1                   | Hartford Wolf Pack      | 4               |                    |                 |  |  |                   |                   |                   |  |  |                   |                   |                   |
|  |                     |                       |                     | N1                   | Hartford Wolf Pack      | 4               |                    |                 |  |  |                   |                   |                   |  |  |                   |                   |                   |
|  |                     |                       | N3                  | Worcester IceCats    | 1                       |                 |                    |                 |  |  |                   |                   |                   |  |  |                   |                   |                   |
|  | N2                  | Portland Pirates      | N3                  | Worcester IceCats    | 1                       | 1               |                    |                 |  |  |                   |                   |                   |  |  |                   |                   |                   |
|  | N2                  | Portland Pirates      |                     |                      |                         |                 |                    |                 |  |  |                   |                   |                   |  |  |                   |                   |                   |
|  | N3                  | Worcester IceCats     | 3                   |                      |                         |                 |                    |                 |  |  |                   |                   |                   |  |  |                   |                   |                   |
|  | N3                  | Worcester IceCats     | 3                   | N1                   | Hartford Wolf Pack      | 4               |                    |                 |  |  |                   |                   |                   |  |  |                   |                   |                   |
|  |                     |                       |                     |                      |                         |                 |                    |                 |  |  |                   |                   |                   |  |  |                   |                   |                   |
|  |                     | E1                    | Rochester Americans | 2                    |                         |                 |                    |                 |  |  |                   |                   |                   |  |  |                   |                   |                   |
|  | E1                  | E1                    | Rochester Americans | 2                    | Rochester Americans     | 3               |                    |                 |  |  |                   |                   |                   |  |  |                   |                   |                   |
|  | E1                  |                       |                     |                      | Rochester Americans     | 3               |                    |                 |  |  |                   |                   |                   |  |  |                   |                   |                   |
|  | E4                  | Albany River Rats     | 2                   |                      |                         |                 |                    |                 |  |  |                   |                   |                   |  |  |                   |                   |                   |
|  | E4                  | Albany River Rats     | 2                   | E1                   | Rochester Americans     | 4               |                    |                 |  |  |                   |                   |                   |  |  |                   |                   |                   |
|  |                     |                       |                     | E1                   | Rochester Americans     | 4               |                    |                 |  |  |                   |                   |                   |  |  |                   |                   |                   |
|  |                     |                       | E3                  | Hamilton Bulldogs    | 2                       |                 |                    |                 |  |  |                   |                   |                   |  |  |                   |                   |                   |
|  | E2                  | Syracuse Crunch       | E3                  | Hamilton Bulldogs    | 2                       | 1               |                    |                 |  |  |                   |                   |                   |  |  |                   |                   |                   |
|  | E2                  | Syracuse Crunch       |                     |                      |                         | 1               |                    |                 |  |  |                   |                   |                   |  |  |                   |                   |                   |
|  | E3                  | Hamilton Bulldogs     | 3                   |                      |                         |                 |                    |                 |  |  |                   |                   |                   |  |  |                   |                   |                   |
|  | E3                  | Hamilton Bulldogs     | 3                   | E1                   | Rochester Americans     | 4               |                    |                 |  |  |                   |                   |                   |  |  |                   |                   |                   |
|  |                     |                       |                     | E1                   | Rochester Americans     | 4               | Western Conference |                 |  |  |                   |                   |                   |  |  |                   |                   |                   |
|  |                     | M2                    | Hershey Bears       | 0                    |                         |                 |                    |                 |  |  |                   |                   |                   |  |  |                   |                   |                   |
|  | M1                  | M2                    | Hershey Bears       | 0                    | Kentucky Thoroughblades | 3               |                    |                 |  |  |                   |                   |                   |  |  |                   |                   |                   |
|  | M1                  |                       |                     |                      |                         |                 |                    |                 |  |  |                   |                   |                   |  |  |                   |                   |                   |
|  | M4                  | Louisville Panthers   | 1                   |                      |                         |                 |                    |                 |  |  |                   |                   |                   |  |  |                   |                   |                   |
|  | M4                  | Louisville Panthers   | 1                   | M1                   | Kentucky Thoroughblades | 1               |                    |                 |  |  |                   |                   |                   |  |  |                   |                   |                   |
|  |                     |                       |                     | M1                   | Kentucky Thoroughblades | 1               |                    |                 |  |  |                   |                   |                   |  |  |                   |                   |                   |
|  |                     |                       | M2                  | Hershey Bears        | 4                       |                 |                    |                 |  |  |                   |                   |                   |  |  |                   |                   |                   |
|  | M2                  | Hershey Bears         | M2                  | Hershey Bears        | 4                       | 3               |                    |                 |  |  |                   |                   |                   |  |  |                   |                   |                   |
|  | M2                  | Hershey Bears         |                     |                      |                         |                 |                    |                 |  |  |                   |                   |                   |  |  |                   |                   |                   |
|  | M3                  | Philadelphia Phantoms | 2                   |                      |                         |                 |                    |                 |  |  |                   |                   |                   |  |  |                   |                   |                   |

### Calder-Cup-Sieger
| Calder-Cup-Sieger Hartford Wolf Pack | Torhüter: Milan Hnilička, Jean-François Labbé Verteidiger: Drew Bannister, Jason Doig, Burke Henry, Tomáš Klouček, Dale Purinton, Terry Virtue, Alexei Wassiljew Angreifer: Derek Armstrong, Pavel Brendl, Benjamin Carpentier, Jason Dawe, Ken Gernander, Daniel Goneau, Todd Hall, Mike Harder, Chris Kenady, Manny Malhotra, Brad Smyth, P. J. Stock, Tony Tuzzolino, Chris Wells, Johan Witehall Cheftrainer: John Paddock General Manager: Don Maloney |

## Vergebene Trophäen

### Mannschaftstrophäen
| Auszeichnung                                                     | Team                    |
| ---------------------------------------------------------------- | ----------------------- |
| Calder Cup Gewinner der AHL-Playoffs                             | Hartford Wolf Pack      |
| Richard F. Canning Trophy Gewinner des Eastern Conference-Finale | Hartford Wolf Pack      |
| Robert W. Clarke Trophy Gewinner des Western Conference-Finale   | Rochester Americans     |
| Macgregor Kilpatrick Trophy Bestes Team der regulären Saison     | Hartford Wolf Pack      |
| Frank S. Mathers Trophy Bestes Team der Mid-Atlantic Division    | Kentucky Thoroughblades |
| F. G. „Teddy“ Oke Trophy Bestes Team der New England Division    | Hartford Wolf Pack      |
| Sam Pollock Trophy Bestes Team der Atlantic Division             | Citadelles de Québec    |
| John D. Chick Trophy Bestes Team der Empire State Division       | Rochester Americans     |

### Individuelle Trophäen
| Auszeichnung                                                                                                   | Spieler             | Team                |
| --- | ------------------- | ------------------- |
| Les Cunningham Award MVP der regulären Saison                                                                  | Martin Brochu       | Portland Pirates    |
| John B. Sollenberger Trophy Bester Scorer                                                                      | Christian Matte     | Hershey Bears       |
| Dudley „Red“ Garrett Memorial Award Bester Rookie                                                              | Mika Noronen        | Rochester Americans |
| Eddie Shore Award Bester Verteidiger                                                                           | Brad Tiley          | Springfield Falcons |
| Aldege „Baz“ Bastien Memorial Award Bester Torhüter                                                            | Martin Brochu       | Portland Pirates    |
| Harry „Hap“ Holmes Memorial Award Torhüter mit dem geringsten Gegentorschnitt                                  | Milan Hnilička      | Hartford Wolf Pack  |
| Harry „Hap“ Holmes Memorial Award Torhüter mit dem geringsten Gegentorschnitt                                  | Jean-François Labbé | Hartford Wolf Pack  |
| Louis A. R. Pieri Memorial Award Bester Trainer                                                                | Glen Hanlon         | Portland Pirates    |
| Fred T. Hunt Memorial Award Für den Spieler, der durch Fairness, Einsatz und Hingabe herausragt                | Randy Cunneyworth   | Rochester Americans |
| Yanick Dupré Memorial Award Für den Spieler, der sich durch besonderen Einsatz in der Gesellschaft auszeichnet | Mike Minard         | Hamilton Bulldogs   |
| Jack A. Butterfield Trophy MVP der Calder-Cup-Playoffs                                                         | Derek Armstrong     | Hartford Wolf Pack  |